# Willi Geldmacher

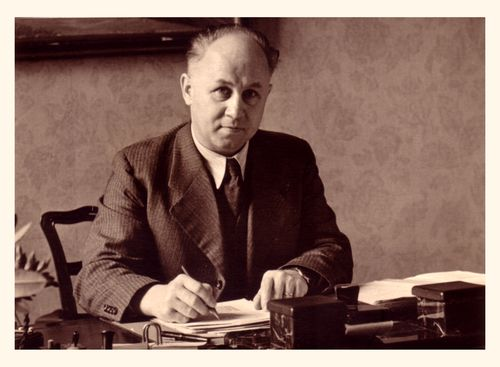
Willi Geldmacher

Willi Geldmacher (* 26. Februar 1907 in Sprockhövel; † 7. November 1987) war ein deutscher Gewerkschafter und Politiker (SPD). Er war von 1946 bis 1952 Oberbürgermeister der Stadt Bochum und von 1947 bis 1954 Abgeordneter im Landtag von Nordrhein-Westfalen.

## Leben
Nach dem Besuch der Volksschule absolvierte Geldmacher von 1921 bis 1925 eine Ausbildung als Dreher. Er war in den 1920er Jahren als Funktionär für die Sozialistische Arbeiterjugend tätig, schloss sich 1921 der Gewerkschaft Deutscher Metallarbeiter-Verband an und trat 1926 in die SPD ein. Daneben erhielt er Fortbildungen an Partei- und Gewerkschaftsschulen.
Nach dem Zweiten Weltkrieg setzte Geldmacher seine gewerkschaftliche und politische Arbeit fort. 1945 wurde er Betriebsratsvorsitzender des Bochumer Vereins bzw. der Bochumer Niederlassung der Fried. Krupp Hüttenwerke AG, ab 1949 als Mitglied der IG Metall. Von 1949 bis 1952 arbeitete er als „Stahltreuhänder“ und von 1952 bis zu seinem Eintritt in den Ruhestand 1972 als Arbeitsdirektor beim Bochumer Verein. Zeitweise gehörte er dem Vorstand der Fried. Krupp Hüttenwerke AG an.
Geldmacher war 1946 Mitglied des westfälischen Provinzialrates. Er gehörte dem Landtag von Nordrhein-Westfalen vom 20. April 1947 bis 4. Juli 1954 an und hatte bei den Landtagswahlen 1947 und 1950 jeweils das Direktmandat im Wahlkreis 103 (Bochum-Nordost) gewonnen.
Von 1946 bis 1952 war Geldmacher Ratsmitglied der Stadt Bochum. Am 8. März 1946 ernannte ihn die britische Militärregierung zum Oberbürgermeister und am 30. Oktober 1946 wurde er per Wahl durch die Stadtverordnetenversammlung im Amt bestätigt. Am 17. Oktober 1948 wurde er erneut zum Oberbürgermeister gewählt. Das Ehrenamt als Stadtoberhaupt übte er bis zum 20. November 1952 aus.

## Ehrungen und Auszeichnungen
- 1966: Ehrenring der Stadt Bochum[5]
- 1978: Großes Verdienstkreuz der Bundesrepublik Deutschland[6]
- 2004: Im Bochumer Stadtteil Dahlhausen wurde nach ihm die Willi-Geldmacher Straße benannt.